# يوسف أباد (أملش الجنوبي)
یوسف أباد (بالفارسية: یوسف آباد املش) هي منطقة سكنية تقع في إيران في غيلان. يقدر عدد سكانها بـ 99 نسمة .